# Hard (2020)
Hard é uma série de televisão brasileira de comédia produzida pela Gullane Entretenimento e exibida pela HBO, adaptado da série francesa de mesmo nome de 2008, original de Cathy Verney. A trama é centrada na indústria pornográfica. A série é protagonizada por Natália Lage, Fernando Alves Pinto, Denise Del Vecchio, Júlio Machado e Martha Nowill. Hard aborda as experiências de Sofia após descobrir que o falecido marido era dono de uma produtora de filmes pornográficos a qual ela herdou.

## Sinopse
Sofia (Natália Lage) é uma advogada recém viúva que descobre que o marido mentiu durante anos a sua verdadeira profissão. Em meio ao luto, ela é surpreendida com a notícia de o seu falecido marido era na verdade dono de uma produtora de filmes pornográficos, empresa a qual ela é herdeira. Entretanto, com a situação financeira indo de mal a pior, a ex-advogada precisa se adaptar à nova realidade, e quem sabe pensar em alguma forma de reerguer o negócio de seu falecido esposo.

## Elenco

### Principal
- Natália Lage como Sofia Costa
- Júlio Machado como Marcelo Pereira (Marcello Mastroduro)
- Fernando Alves Pinto como Pierre
- Denise Del Vecchio como Margot Vieira
- Martha Nowill como Lúcia
- Nathália Falcão como Violeta Costa Vieira
- Pedro Konop como Júlio Costa Vieira
- Brunna Martins como Juju
- Natalia Dal Molinc como Shana
- Maitê Schneider como Andréia
- Julio Oliveira como Felipe

### Recorrente
- Sérgio Menezes como Tony
- Fabrizio Gorziza como Conrado
- Samira Carvalho como Bambi
- Sato do Brasil como Haru
- Luana Fioli como Flor
- Giovanni de Lorenzi como Guto
- Marjorie Bresler como Kelly
- Martha Mellinger como Nair Costa
- Benjamin Herchcovitch como Rubens Vieira
- Rodrigo Bolzan como Igor
- Amanda Lyra como Raquel
- Julia Diniz como Malu
- Lúcia Bronstein como Elisa
- Vanessa Bruno como Carola

### Participações especiais
- Fabiano Gullane como Alexandre Costa Vieira (Alex)
- Gustavo Machado como Henrique
- Alexandre Jábali como Gustavo
- Brenda Lígia como Vera
- Cristiane Wersom como Cris
- Otavio Zobaran como Jorge
- Augusto Zacchi como Daniel
- Ligia Botelho como Bia Carvalho
- Daniel Infantini como Cacá Torres
- Tiago Conte como Oswaldo

## Resumo
| Temporada | Temporada | Episódios | Episódios | Originalmente exibido   | Originalmente exibido |
| Temporada | Temporada | Episódios | Episódios | Estreia da temporada    | Final da temporada    |
| --------- | --------- | --------- | --------- | ----------------------- | --------------------- |
|           | 1         | 6         | 6         | 17 de maio de 2020      | —                     |
|           | 2         | 6         | 6         | 21 de fevereiro de 2021 | —                     |
|           | 3         | 6         | 6         | 15 de agosto de 2021    | 15 de agosto de 2021  |

## Produção
Hard é um remake da série francesa homônima criada por Cathy Verney e exibida originalmente entre 2008 e 2015.
O vice-presidente corporativo Produções Originais da HBO Latin America disse em entrevista sobre Hard: “Essa série teve um início atípico. Porque após assistir na França, resolvemos fazer no Brasil. Na época, tínhamos projetos simultâneos que poderiam ser redundantes, como O Negócio. Há uns dois anos e meio, a Gullane já tinha feito um trabalho para gente, fomos nesse caminho e filmamos a série inteira”.
A série já estreou com três temporadas gravadas e garantidas. A primeira temporada da série começou a ser divulgada em abril de 2020 com data de estreia na HBO em 17 de maio de 2020. A segunda temporada estreou no canal em 21 de fevereiro de 2021. A terceira temporada da série foi lançada em 15 de agosto de 2021 diretamente na plataforma de streaming HBO Max.

## Prêmios e indicações
| Ano  | Associações                        | Categoria                                    | Recipiente(s)                    | Resultado |
| ---- | ---------------------------------- | -------------------------------------------- | -------------------------------- | --------- |
| 2020 | Venice TV Awards                   | Melhor Série de Comédia                      | Hard                             | Indicado  |
| 2020 | Prêmio The Brazilian Critic        | Melhor                                       | Hard                             | Indicado  |
| 2020 | Prêmio The Brazilian Critic        | Melhor Direção em Série de Comédia           | Rodrigo Meirelles e Luisa Campos | Indicado  |
| 2020 | Prêmio The Brazilian Critic        | Melhor Atriz Coadjuvante em Série de Comédia | Denise Del Vecchio               | Indicado  |
| 2020 | Prêmio The Brazilian Critic        | Melhor Ator Coadjuvante em Série de Comédia  | Fernando Alves Pinto             | Indicado  |
| 2021 | Grande Prêmio do Cinema Brasileiro | Melhor Série Ficção (TV Paga / OTT)          | Hard                             | Indicado  |